# Lluç argentat d'altura
El lluç argentat d'altura (Merluccius albidus) és una espècie de peix pertanyent a la família dels merlúccids.

## Descripció
- El mascle pot arribar a fer 40,6 cm de llargària màxima (normalment, en fa 30) i la femella 70 (normalment, en fa 45).
- El seu màxim pes és de 4.100 g.
- En general, és de color blanc argentat.
- 1 espina i 45-51 radis tous a l'aleta dorsal i 35-41 radis tous a l'anal.
- 51-53 vèrtebres.
- Cap més aviat llarg.
- Boca grossa.
- Branquiespines curtes, gruixudes i amb els extrems roms.
- Els extrems de l'aleta pectoral arriben fins a l'anus en els exemplars petits però no pas en els grossos.[3][4]

## Reproducció
Té lloc a prop del fons (entre 330 i 550 m de fondària) des de l'abril fins al juliol a Nova Anglaterra i des de finals de la primavera fins a principis de la tardor al golf de Mèxic i el mar Carib.

## Alimentació
Menja durant la nit i en la superfície: els juvenils es nodreixen principalment de crustacis, mentre que els adults ho fan sobretot de peixos (mictòfids, sardines i seitons) i, en menor mesura, de crustacis i calamars.

## Hàbitat
És un peix marí, batidemersal i no migratori, el qual viu entre 80 i 1.170 m de fondària (normalment entre 160 i 640) a la part exterior de la plataforma continental i del talús continental superior i entre les latituds 42°N-4°N, 98°W-50°W.

## Distribució geogràfica
Es troba a l'Atlàntic occidental central: des de Nova Anglaterra fins a Surinam i la Guaiana Francesa.

## Observacions
És inofensiu per als humans i es comercialitza fresc, congelat i fumat.